# William G. Gregory
William George Gregory dit Borneo est un astronaute américain né le 14 mai 1957 à Lockport.

## Biographie
Gregory est d'origine albanaise,, de la ville Korca. Il est né à Lockport, New York et diplômé de Lockport High School en 1975. Gregory est un Eagle Scout. Il a ensuite été à la United States Air Force Academy, où il a obtenu un diplôme en sciences de l'ingénieur en 1979. Après cela, il est allé à l'université Columbia pour obtenir une maîtrise en génie mécanique (1980), et à Troy University pour obtenir une autre maîtrise en gestion (1984). Il est également membre de l'Association des diplômés de l'US Air Force Academy.
Entre 1981 et 1986, Gregory a servi en tant que pilote de chasse opérationnel, pilotant les modèles D et F du F-111. À ce titre, il a servi comme pilote instructeur à la base RAF Lakenheath, au Royaume-Uni, et à la Cannon Air Force Base, au Nouveau-Mexique. Il a fréquenté l'école USAF Test Pilot School en 1987. Entre 1988 et 1990 Gregory a servi comme pilote d'essai à Edwards AFB, volant sur F-4, A-7D, et sur les cinq modèles du F-15. Après avoir piloté plus de 40 types d'avions, Gregory a accumulé plus de 5 000 heures de vol.
Sélectionné par la NASA en janvier 1990, Gregory est devenu astronaute en juillet 1991. Les missions techniques de Gregory incluaient : Shuttle Avionics Integration Laboratory (SAIL, laboratoire intégration de l'avionique de navette) ; représentant du bureau des astronautes pour atterrissage/déploiement, T-38 sécurité du vol ; personnel de soutien des astronautes (ASP, Astronaut Support Personne) au Kennedy Space Center ; CAPCOM en contrôle de mission ; représentant du bureau des astronautes pour rendez-vous et opérations de proximité, et chef de la Direction des opérations des vaisseaux spatiaux. Il a volé sur la mission STS-67 (1995) et a enregistré 400 heures dans l'espace. Grégoire a pris sa retraite de l'USAF et a quitté la NASA à l'été 1999. Il est actuellement vice-président du développement commercial pour Qwaltec, Inc. à Tempe, en Arizona.

## Vols réalisés

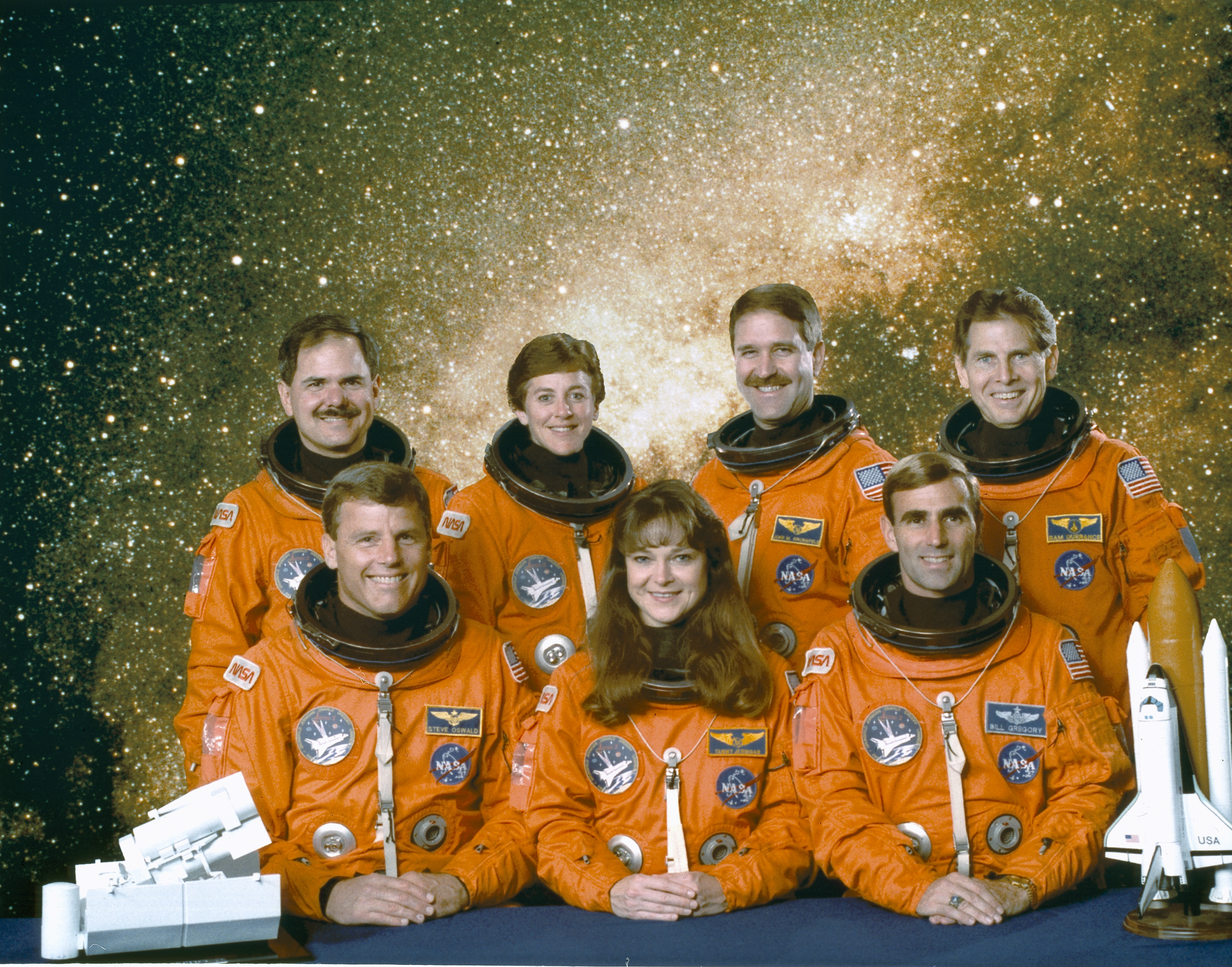
Équipage du vol STS-67

Il servit sur un unique vol, en tant que pilote de la navette spatiale Endeavour, lors du vol STS-67, consacré à la recherche astronomique, du 2 mars au 18 mars 1995. Lors de cette mission, l'équipage a établi un nouveau record de durée de mission : 16 jours, 15 heures, 8 minutes et 46 secondes, tout en bouclant 262 orbites et parcourant près de sept millions de miles. Ce deuxième vol de la charge utile primaire, le télescope Astro-2 a également inclus de nombreux charges utiles secondaires.